# Chiesa della Vergine della neve
La chiesa della Vergine della neve (in ceco Kostel Panny Marie Sněžné) è una chiesa del quartiere Nové Město di Praga.
Il 15 febbraio 1611, mentre le truppe passaviensi si introducevano nella città, il convento e la chiesa furono assaliti da una folla inferocita, armata di spade e bastoni. I quattordici frati francescani, provenienti da diverse parti dell'Europa e guidati da Federico Bachstein, sorpresi nelle loro attività, affrontarono il martirio. Furono beatificati nella cattedrale di Praga il 13 ottobre 2012.

## Storia e descrizione
In occasione della sua incoronazione nel 1347, Carlo IV di Lussemburgo volle costruire nel nuovo quartiere da lui fondato un'importante chiesa che avrebbe dovuto superare in altezza la cattedrale di Praga. Il nome della chiesa è riferito al miracolo avvenuto a Roma nel IV secolo, quando, secondo la leggenda, la Vergine apparve in sogno al papa e gli chiese di edificare una chiesa nel punto in cui avrebbe nevicato in agosto.
Nel progetto di Carlo IV, la chiesa doveva essere lunga più di 100 metri, ma non fu mai terminata; ciò che rimane oggi doveva costituire il presbiterio, alto 34 metri. Sul lato nord c'è un portone con un frontone del Trecento che decorava l'entrata al cimitero dell'annesso monastero. Nella chiesa predicò il temerario vescovo hussita Jan Želivský, sepolto poi qui dopo la sua esecuzione del 1422.
A causa delle guerre hussite, tra il Cinquecento e il Seicento l'edificio fu abbandonato a se stesso; solo nel 1603 i francescani lo restaurarono, ricostruendo le volte del soffitto crollato precedentemente. Le decorazioni interne sono quasi tutte barocche, tranne un fonte battesimale in peltro del 1450 circa. Il monumentale altare è ornato da un crocefisso e da molte statue di santi.

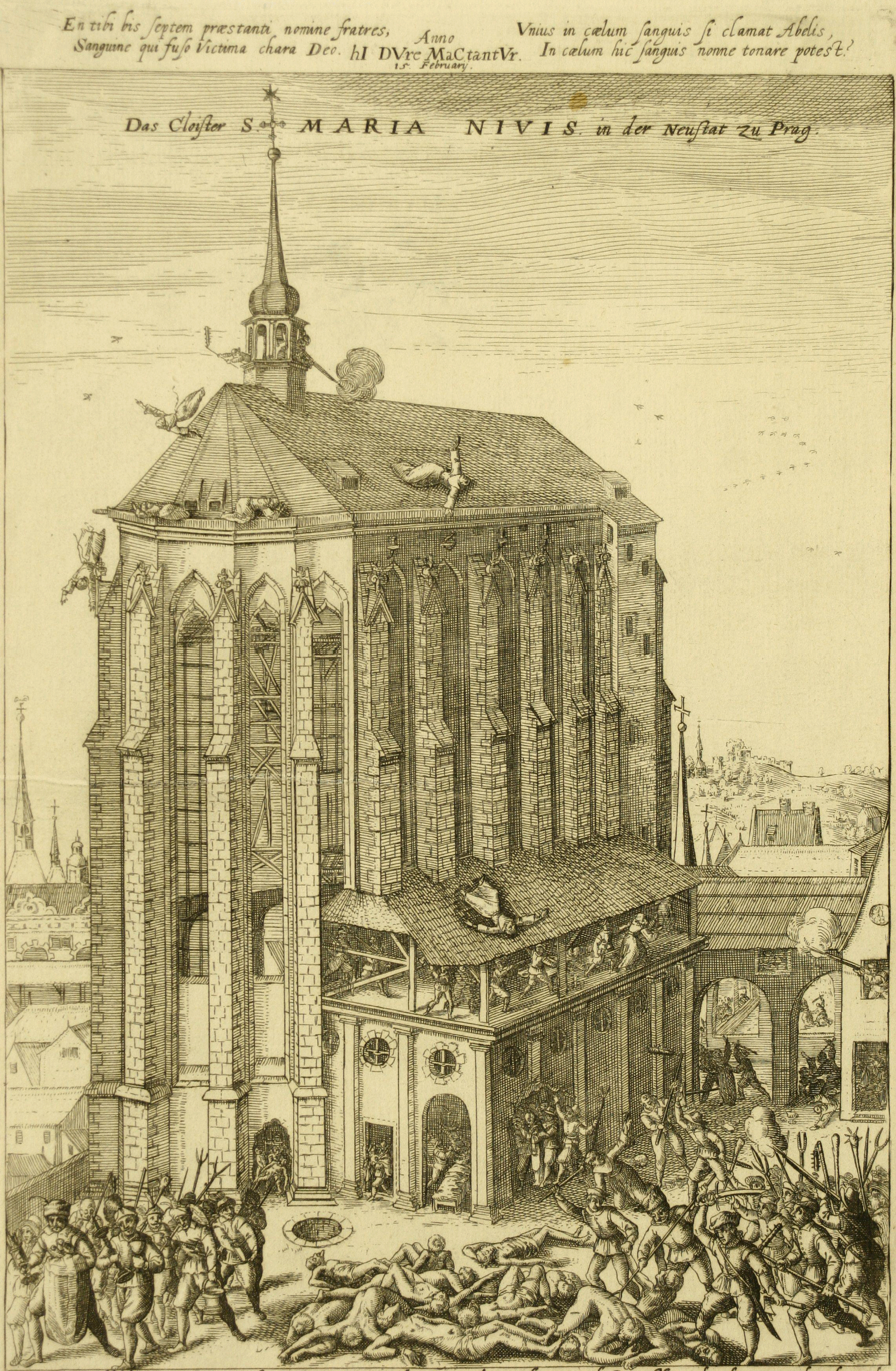
Incisione cinquecentesca, durante una rivolta hussita
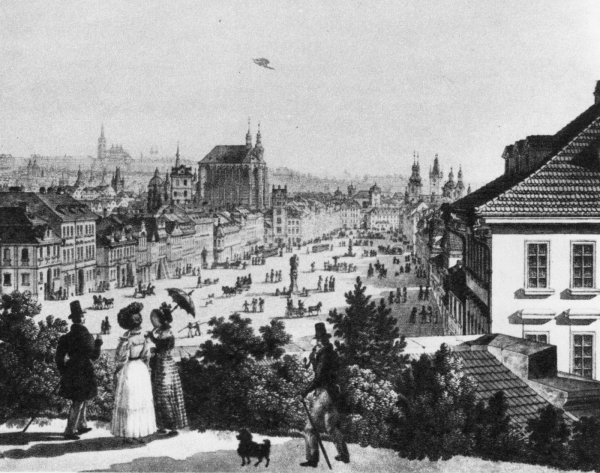
Panorama di Praga nell'Ottocento, con la chiesa in secondo piano
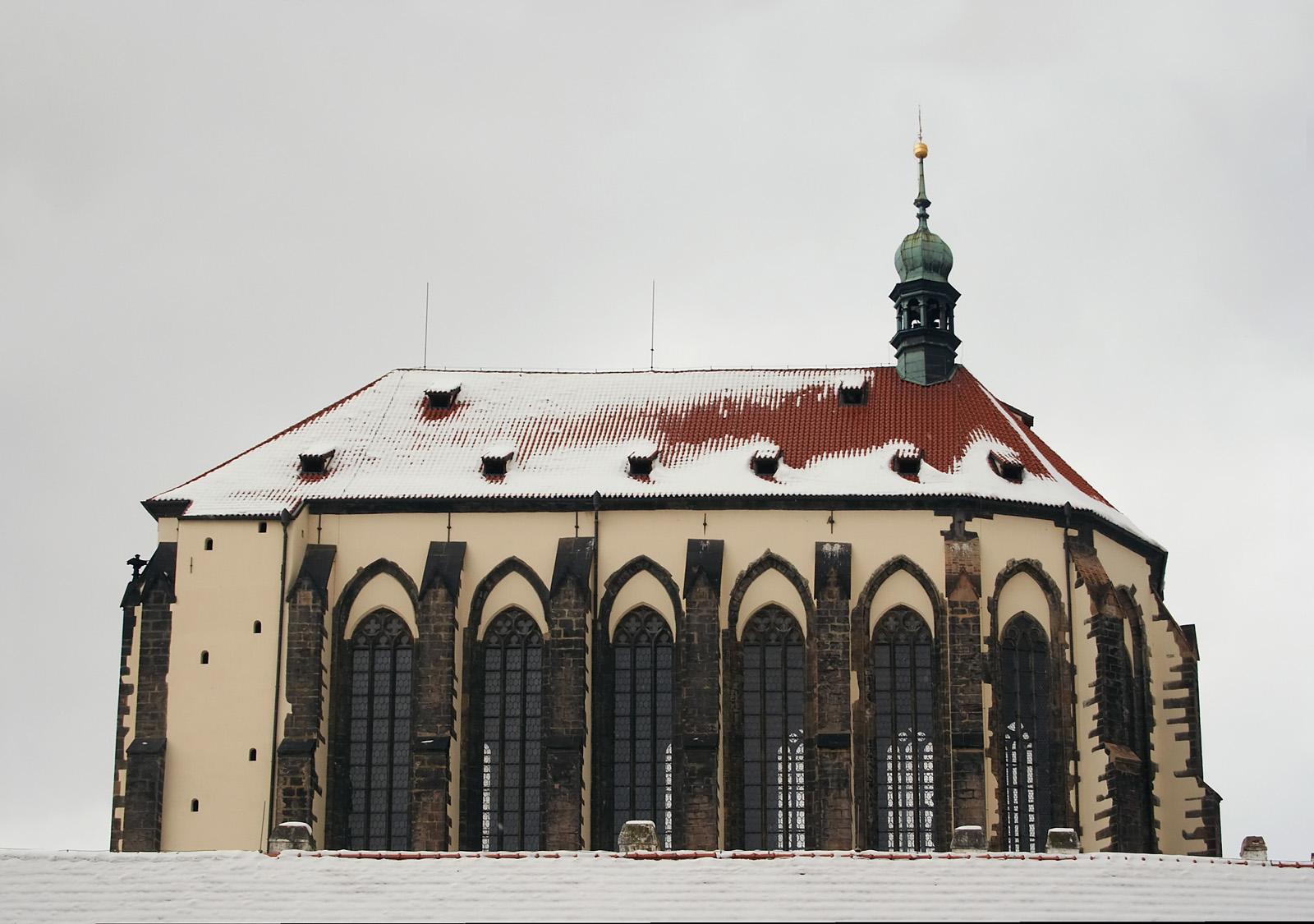
La chiesa sotto la neve
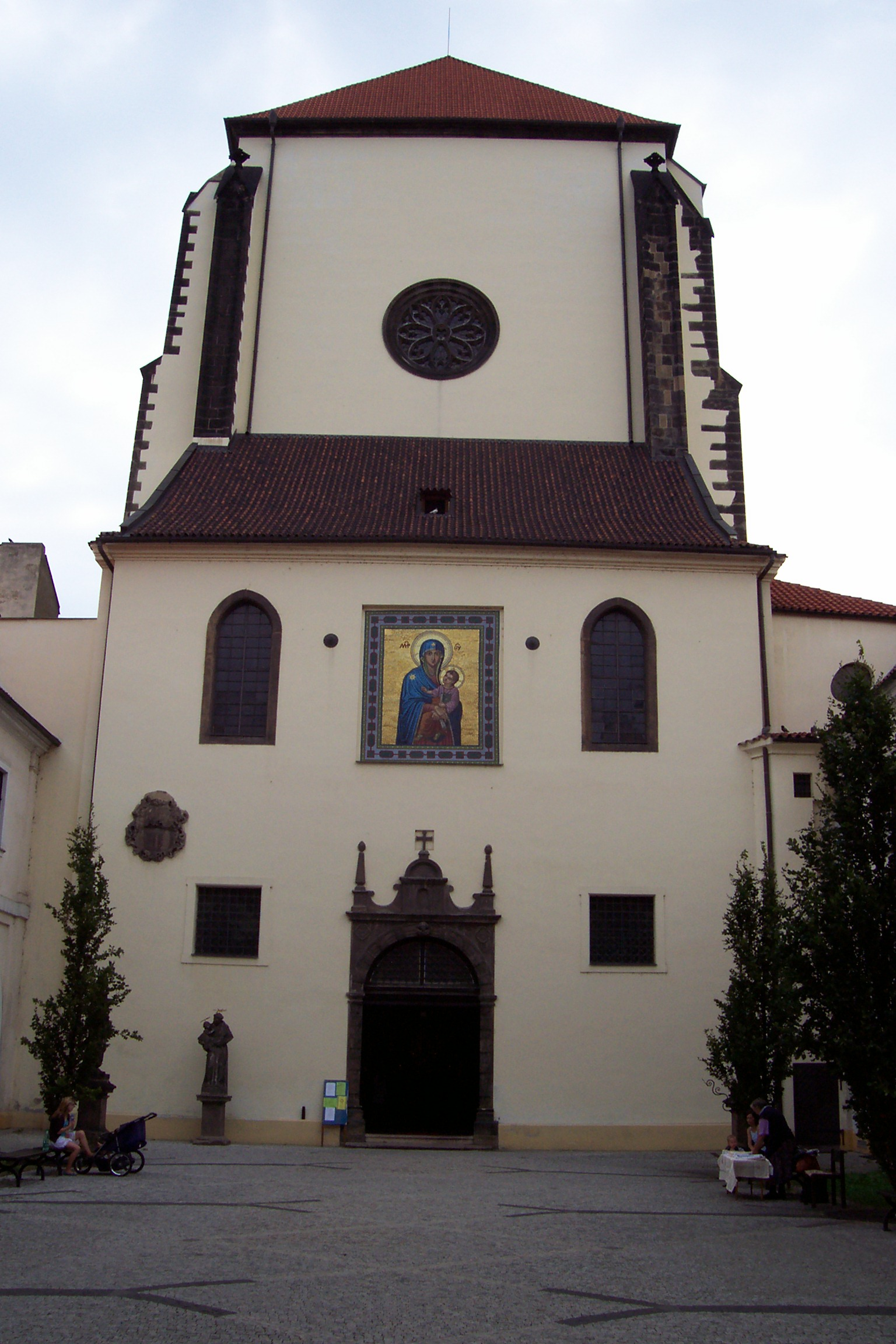
Facciata rinascimentale
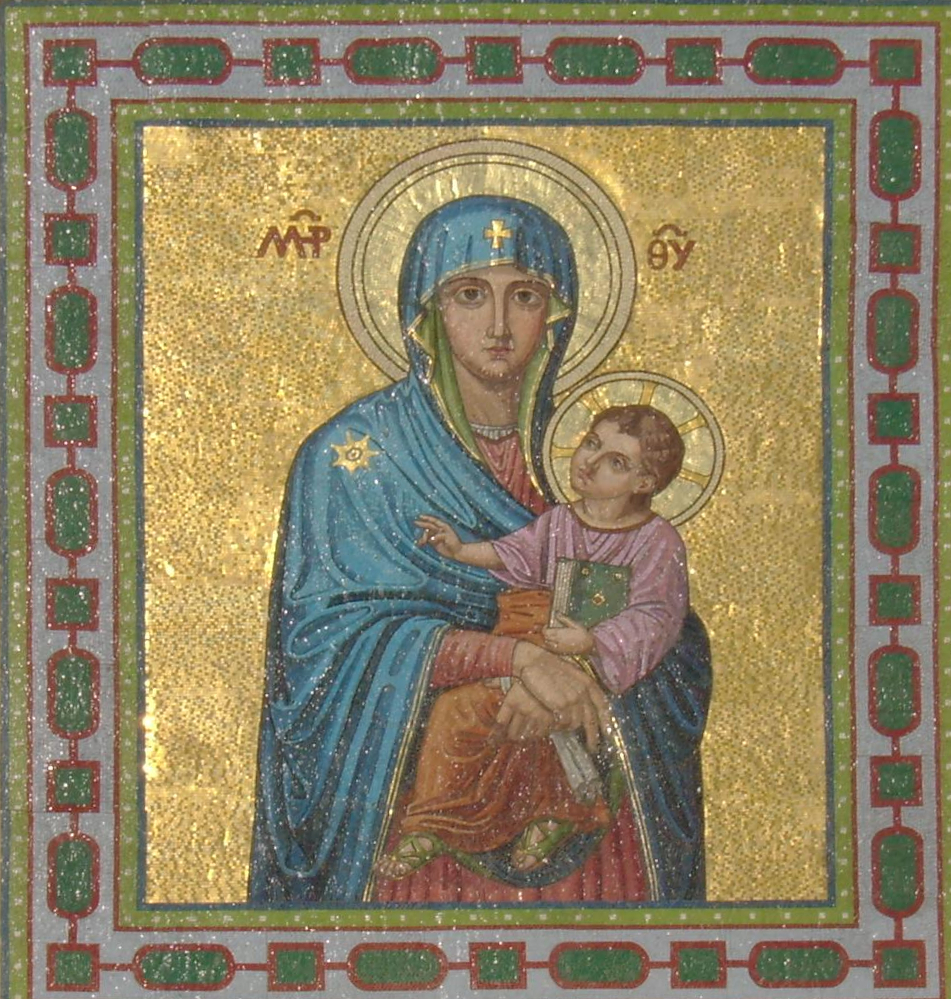
Mosaico della Vergine col Bambino dell Novecento
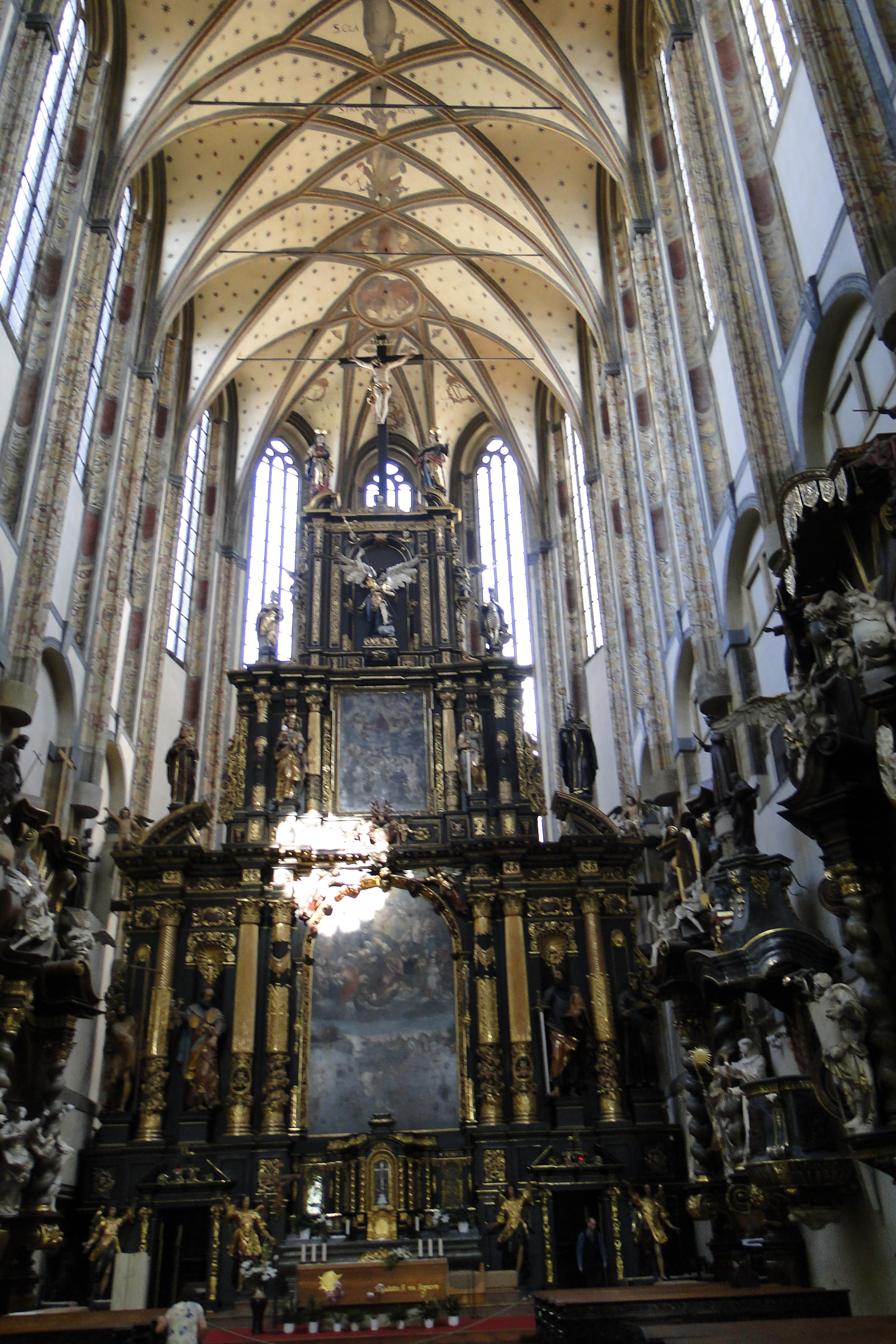
Interno: l'altar maggiore